# Serino
Serino – miejscowość i gmina we Włoszech, w regionie Kampania, w prowincji Avellino.
Według danych na 1 stycznia 2022 roku gminę zamieszkiwały 6643 osoby (3313 mężczyzn i 3330 kobiet).

## Współpraca
- Baia Mare, Rumunia